# Catenipora
Catenipora es un género extinto de corales tabulados de la familia Halysitidae. Fue descrito por Jean-Baptiste Lamarck en 1816.

## Especies
- †Catenipora approximata
- †Catenipora arctica
- †Catenipora capilliformis
- †Catenipora copulata
- †Catenipora crassaeformis
- †Catenipora distans
- †Catenipora elegans
- †Catenipora escharoides
- †Catenipora exilis
- †Catenipora gotlandica
- †Catenipora jingyangensis
- †Catenipora maxima
- †Catenipora obliqua
- †Catenipora panga
- †Catenipora robusta
- †Catenipora rubraeformis
- †Catenipora septosa
- †Catenipora tapaensis
- †Catenipora tiewadianensis
- †Catenipora tongchuanensis
- †Catenipora tractabilis
- †Catenipora vespertina
- †Catenipora workmanae
- †Catenipora wrighti